# Équipe de Tchéquie de baseball
Uniformes
L'équipe de République tchèque de baseball représente la Fédération de République tchèque de baseball lors des compétitions internationales, comme le Championnat d'Europe de baseball ou la Coupe du monde de baseball notamment.
Le prochain grand rendez-vous international de la sélection tchèque est la phase finale du Championnat d'Europe de baseball 2007 qui se tient du 7 au 16 septembre 2007 en Espagne.

## Palmarès
Coupe du monde de baseball
- 2005 : 17e
- 2009 : 20e

Classique mondiale de baseball
- 2006 : non qualifiée
- 2009 : non qualifiée
- 2013 : non qualifiée
- 2017 : non qualifiée
- 2023 : Phase de groupes

Championnat d'Europe de baseball
- 1997 : 7e
- 1999 : 8e
- 2001 : 5e
- 2003 : 6e
- 2005 : 5e
- 2007 : 12e
- 2010 : 7e